# Leucopsacus scoliodocus
Leucopsacus scoliodocus är en svampdjursart som beskrevs av Topsent 1903. Leucopsacus scoliodocus ingår i släktet Leucopsacus och familjen Leucopsacidae.

## Underarter
Arten delas in i följande underarter:
- L. s. scoliodocus
- L. s. retroscissus